# Teslla
teslla（テスラ）とは、株式会社ヌーラボが開発したオンラインテストシステム。

## 概要
teslla はネットワーク上でテストを実施するためのシステムとして、西南学院大学のオンラインテスト実施のノウハウをもとに、テスト機能の強化とテスト運用の簡略化を目的に開発されたパッケージソフトウェアである。
自動採点やテストの時間制限、受験者制限、アクセス制限など、オンラインでテストを実施するための基本的な機能を備えている。
比較的多くの大学で使われているオープンソースのeラーニングシステム ムードル との連携も可能。

## 主な機能
- 問題の作成
- テストの作成
- テストの実施
- テストの採点
- 統計
- moodleとの連携

## 特徴
teslla はテスト実施に特化したソフトウェアであり、eラーニングの機能は備えていない。
問題を作成しながら受験時の表示をリアルタイムで確認できるライブプレビュー機能がある。

## 歴史
- 2009年9月に開発を開始。
- 2010年11月に販売を開始。